# Super Aguri SA06
O  SA06 é o modelo da ex-equipe Super Aguri da temporada de 2006 da F1. Foi guiado por Takuma Sato e Sakon Yamamoto.